# Gmina Skellefteå
Gmina Skellefteå (szw. Skellefteå kommun) – gmina w Szwecji, w regionie Västerbotten, z siedzibą w Skellefteå.
Pod względem zaludnienia Skellefteå jest 26. gminą w Szwecji. Zamieszkuje ją 71 786 osób, z czego 50,1% to kobiety (35 962) i 49,9% to mężczyźni (35 824). W gminie zameldowanych jest 1425 cudzoziemców. Na każdy kilometr kwadratowy przypada 10,47 mieszkańca. Pod względem wielkości gmina zajmuje 13. miejsce.